# Pensamiento hispanista en el Perú
En el Perú, la Generación del Novecientos, posterior a la Guerra del Pacífico y la Guerra civil peruana de 1884-1885, siendo testigo de sus consecuencias asumiría como tarea la reconstrucción de la patria, para este fin iría más allá de cuestiones como el análisis económico ya que tomaría como objeto de reflexión la identidad nacional.
En ese marco, tendencias radicales como la de Manuel Gonzales Prada, caracterizada por el pesimismo y la consideración de una nula posibilidad de reconciliación de razas, serían cuestionadas por este grupo de intelectuales que impulsarían una propuesta peruanista que exalta lo mestizo como parte de un proyecto de reconstrucción nacional, de modo que la identidad sería un tópico que estos no soslayarán. Pues esta será estudiada desde una diversa gama de disciplinas, generando así un florecimiento de las ciencias sociales en el Perú, que incluirían la literatura, historia, sociología y geografía, abordada por estudiosos como Oscar Miró Quezada de la Guerra. De esta forma, la Generación del Novecientos o Centenario, brindará aportes particulares al histórico debate en torno al indigenismo e hispanidad en el Perú. 

## Máximos exponentes de la hispanidad enPerú
De dicho grupo de pensadores, resaltaron dos figuras que brindarían una óptica integradora partiendo del reconocimiento de las distintas etapas históricas del Perú, entre ellas la virreinal.

### José de la Riva-Agüero y Osma
Fue un académico y político peruano, reconocido desde los inicios de su labor intelectual por personajes como Miguel de Unamuno, Menéndez Pelayo y Altamira. En su primera obra, el ensayo Carácter de la Literatura del Perú Independiente (1905), trataría la herencia hispánica. Legado que, tras las décadas de 1920 y 1930 en las que el movimiento indigenista tuvo gran predominio, sería poco considerado e incluso convertido en un signo negativo. De la Riva-Agüero no sería ajeno a estos asuntos, en sus años de juventud formaría parte de la Sociedad Pro-Indígena junto a figuras como Pedro Zulen, Francisco Tudela y Varela y Víctor Andrés Belaunde. Él entendería a la aportación indígena como un elemento que contribuye a la consistencia étnica peruana.
A raíz de sus experiencias recorriendo el centro y sur del Perú (1912), plasmadas en su obra Paisajes Peruanos, su reconocimiento de los antecedentes hispánicos tomaría mayor fuerza, pues afirmaba con convicción que el período virreinal formaba parte de la historia peruana y que no se podían excluir del concepto de patria los tres siglos civilizadores hispánicos. Esto se potenciaría con su exilio en Europa, donde identificó la influencia de la cultura occidental en el Perú. Entendía que era indispensable ese pasado, señaló que de reconocer la tradición occidental y cristiana, el Perú tomaría conciencia de sí y se situaría en condiciones de restaurar su vocación de grandeza expresada ya durante el Imperio de los Incas y el Virreinato.
No obstante, Guillermo Lohmann señalaría que De la Riva-Agüero se encontraba lejos de aceptar sin hacer un examen previo los tres siglos de la hegemonía española y no siempre cedía a la cómoda tarea de proponerlos como síntesis de toda magnanimidad. Mantenía una actitud intelectual mesurada, tomó un entendimiento muy claro de que el Perú es un pueblo mestizo. Así, De la Riva-Agüero asumiría, según Jorge Basadre, la jefatura de la rehabilitación de lo hispánico.

### Víctor Andrés Belaunde
Fue un notable diplomático, académico y político. Su pensamiento se caracterizaría por el reconocimiento del Perú como una "síntesis viviente", de modo que afrontó el conflicto en el que se encontraría la sociedad con el estudio de la realidad peruana desde un punto de vista católico que reconoció que una comprensión del proceso de mestizaje entre las herencias indiana, africana e hispana era esencial para desarrollar un proyecto nacional para el Perú. Al igual que José de la Riva-Agüero y Osma, también formaría parte de la Sociedad Pro-Indígena.
A través de su obra La realidad nacional, como respuesta a los 7 ensayos de interpretación de la realidad peruana de José Carlos Mariátegui, propuso una visión integradora frente a una perspectiva que abogaba por la negación del pasado y las tradiciones del país. Destacaría cuestiones como el hecho de que las Leyes de Indias garantizaron mayor protección para los indígenas que el entonces Perú republicano, resaltando que el Presidente de la República no se encontraría sujeto a ningún Consejo de Indias, monarca ni juicio, de forma que no habría punto de comparación en cuanto a la situación del indio.
En particular, cabe señalar que en su conjunto de ensayos titulado Peruanidad explica cómo esta supera al hispanismo puro y al indigenismo intacto, siendo el primero anatópico mientras que el segundo resulta anacrónico, de forma que concluiría que hispanismo e indigenismo se integran en la peruanidad. Del mismo modo, en su ensayo Reflexiones sobre la cultura hispánica, destaca que a pesar de la separación geográfica, diferencias políticas y étnicas, se conservan las raíces de la cultura hispánica en todos los países que ella creó. Para Víctor Andrés Belaunde el periodo virreinal con su legado debía ser asumido y valorado en su justa dimensión.